# International Corporate Governance Network
Het International Corporate Governance Network (ICGN) is een internationale organisatie die bijdraagt aan de ontwikkeling van internationale normen voor corporate governance.